# Chionanthus kinabaluensis
|  | Dieser Artikel wurde aufgrund von formalen oder inhaltlichen Mängeln in der Qualitätssicherung Biologie im Abschnitt „Pflanzen“ zur Verbesserung eingetragen. Dies geschieht, um die Qualität der Biologie-Artikel auf ein akzeptables Niveau zu bringen. Bitte hilf mit, diesen Artikel zu verbessern! Artikel, die nicht signifikant verbessert werden, können gegebenenfalls gelöscht werden. Lies dazu auch die näheren Informationen in den Mindestanforderungen an Biologie-Artikel. |

Chionanthus kinabaluensis ist ein Baum aus der Gattung der Schneebäume in der Familie der Oleaceae. Die Art ist ein Endemit im Bergwald von Borneo.
Das Art-Epitheton kinabulensis tragen noch einige andere Arten z. B. Entomophobia kinabaluensis, Agathis kinabaluensis, Vanilla kinabaluensis  oder Quercus kinabaluensis u. a. Es bedeutet: aus der Gegend des Berges Kinabalu in Borneo.

## Merkmale
Die Zweige sind unbehaart, rund im Querschnitt und an den Blattansätzen verbreitert. Die Blätter sind ebenfalls unbehaart, ledrig, ganzrandig und eiförmig, 9,5–12 cm lang und 3,5–5,3 cm breit. Blüten wurden bisher nicht beobachtet. Die Frucht ist grün, eiförmig und bis zu 1,5 cm lang.